# Patrice Berger
Pour les articles homonymes, voir Berger.
Patrice Berger, né le 18 janvier 1951 à Lyon et mort le 16 août 2021 à Marseille, est un sociologue ainsi qu'une personnalité de la radio, particulièrement investi dans la radio associative en région Auvergne-Rhône-Alpes. 
Il s'implique dans les radios libres dès la fin des années 1970, notamment à Radio pluriel en région lyonnaise de 1983 à sa mort. Il a également fondé Radio clown en 1980 puis plus tard co-fondé Radio d'ici dans les années 1990 dans le Pilat.

## Biographie
Il est membre du PSU dès ses années de lycée. 
Il s'implique à la fin des années 1970 dans le mouvement des radios libres. D'abord à Mions où il fonde Radio clown, qui fusionne rapidement au sein d'une structure nommée Radio Rhône-Alpes qu'il contribue également à fonder. Radio Rhône-Alpes devient en 1981 Radio Grain de sel,.
Il soutient sa thèse de sociologie (conduite sous la direction de Philippe Lucas) La Réaction sociale aux mauvais traitements exercés contre des enfants dans le cadre de leur famille en 1982. 
En 1983, Radio Grain de sel et Radio pluriel se rapprochent pour obtenir une fréquence commune. Il se tourne alors vers Radio pluriel dont il est le président de 1985 à 2011. Il eut dans cette radio une ou deux émissions hebdomadaires, jusqu'à la dernière Vivre ensemble créée en 2011 qu'il co-animait toujours à sa mort.
Il intègre le CNRS au milieu des années 1980. Il est notamment documentaliste à partir de 1998 à l'institut des sciences cognitives de Bron.
Il permet dans les années 1990 l'arrivée de Louis Perego à Radio pluriel. C'est notamment avec lui qu'il cofonde Radio piraillon qui deviendra Radio d'ici,. Il fut également président de cette radio.
Il était un membre actif du syndicat national des radios libres (SNRL). Il a également été le secrétaire de Aura FM (fédération des radios associatives en Auvergne-Rhône-Alpes) à partir de 2007. Il est l'un des initiateurs de l'ÉPRA (1992-2013) et l'un de ses défenseurs constants, y compris après la disparition de cette structure. Dans les années 2000, il crée avec Thierry Borde, le réseau MédiasCitoyens.
Il décède le 16 août 2021 à Marseille où il était en vacances,.

## Œuvres
- La Réaction sociale aux mauvais traitements exercés contre des enfants dans le cadre de leurs familles (thèse), 1982.
- « Le Rôle des représentations savantes et populaires de la tuberculose dans la mise en place des institutions de 1880 à 1939 », 1983.
- « Évolution des consommations d’alcool et de tabac : étude des attitudes et comportements dans un échantillon de jeunes hommes interviewés au centre de sélection des armées », 1985.
- « Malheurs, grands et petits, aujourd'hui, dans la crise » in Le Monde alpin et rhodanien. Revue régionale d'ethnologie, n°2-4/1986. Conjurer le malheur... sous la direction d'André Julliard. pp. 237-258. DOI 10.3406/mar.1986.1321

### Participations
- Co-rédaction du rapport Rôles et enjeux des centres de documentation et d'information dans l'innovation pédagogique en région Rhône-Alpes avec Alain Van Cuyck, Bernard Choffat, Joëlle Gardien et Christine Morin, sous la direction de Jean-Paul Metzger, janvier 1998, [PDF][lire en ligne] sur le site de l'ENSSIB.

- Mémoire de Master La mise en place d'une base documentaire numérique à l'institut de sciences cognitives par Dina Mohamed El-Dib, 2006, sous la direction de Patrice Berger[7].

- Patrice Berger fait partie des personnes remerciées à la fin du numéro 69 des Rues de Lyon (septembre 2020) intitulé Générations radios[8] : en effet, il avait partagé ses connaissances à propos de l'histoire de la radio à Lyon, au cours de la préparation de ce numéro.

## Mandats
- Conseiller municipal de Mions (1983-1988)[1]

## Hommages
- Une plaque commémorative en son hommage est apposée le 16 décembre 2021 au 15-17 de la rue du Bon-Pasteur, où il habita de 1986 jusqu'à sa mort en 2021[9].
- En novembre 2023, le studio principal de Radio pluriel est baptisé Studio Patrice-Berger[réf. souhaitée].